# Александрийска латинска патриаршия
Александрийската латинска патриаршия е създадена през 1215 г. от папа Инокентий III като титулярна. Патриархална базилика в Рим е Сан Паоло фуори ле Мура (San Paolo fuori le Mura). Титлата Александрийски латински патриарх е премахната през 1964 г. по времето на Втория Ватикански събор чрез споразумението между папа Павел VI и православния патриарх Атинагор I Константинополски. Титлата не е заемана след 1954 година.

## Латински патриарси
- създадена 1215
- Атанасий Клермонт (ок. 1219 – ?)
- Гилес от Фераре (ок. 1310 – 1323) (също патриарх на Градо)
- Ото от Сала, О.П. (1323 – 1325) (преди това архиепископ на Пиза)
- Жуан (III), Инфант на короната на Арагон (1328 – 1334) (също архиепископ на Толедо)
- Guillaume de Chanac (1342 – 1348) (преди това episkop na Париж)
- Хумберт от Виен (1351 – 1355)
- Арналдо Бернарди du Pouget (1361 – 1369)
- Jean de Cardaillac (1371 – 1390) (Авиньонийски патриарх)
- Johannes Walteri von Sinten (1393 – 1397) (римски патриарх)
- Pierre Amely de Brunac (1386 – 1400) (римски патриарх)
- Johann von Jenstein (1400)
- Simon de Cramaud (1391 – 1422) (Авиньонийски патриарх)
- Pietro Amelio (1400 – 1402?) (преди това патриарх на Градо)
- Leonardo Dolfin (Leonardus Delfini) (1401 – 1402) (римски патриарх)
- Уго Роберти (1402 – 1409) (римски патриарх)
- Pierre Amaury de Lordat (1409)
- Lancelotus de Navarra (1418 – 1422?)
- Giovanni Contareno (1422 – 1424)
- Pietro (1424 – 1428?)
- Vitalis de Mauléon (1429 – 1435)
- Giovanni Vitelleschi (1435 – 1440)
- Marco Condulmer (Marci Condolmer) (1444 – 1451?)
- Jean d’Harcourt (1451 – 1452)
- Arnaldo Rogerii de Palas (1453 – 1461)
- Pedro de Urrea (1462 – ?) (също архиепископ на Тарагона)
- Pedro González de Mendoza (1482 – 1495)
- Bernardino Caraffa (1498?–1501?)
- Diego Hurtado de Mendoza (1500 – 1502)
- Alfonso de Fonseca (Alonso de Fonseca y Acevedo) (1506 – 1508) (също архиепископ на Сантяго де Компостела)
- Cesare Riario (1506 – 1540)
- Guido Ascanio Sforza di Santa Fiora (6 април 1541 – 20 май 1541)
- Отавиано Мариа Сфорца (1541 – 1550?)
- Юлий Гонзага (23 май 1550 – 1550)
- Cristoforo Guidalotti Ciocchi del Monte (Christophoro del Monte) (1550 – 1551)
- Jacques Cortès (1552 – 1566) (също епископ на Vaison)
- Фернандо де Лоазес (1566 – 1567)
- Алесандро Риарио (1570 – 1585)
- Енрико Гаетани (1585 – 1587)
- Michel Bonelli, O.P. (1587 – 1598)
- Giovanni Battista Albano (1586 – 1588?)
- Camillo Gaetanus (1588 – 1599)
- Séraphin Olivier-Razali (1602 – 1604)
- Alexander de Sangro (1604 – 1633)
- Honoratus Caetani (1633 – 1647)
- Федерико Боромео Млади (1654 – 1671)
- Алесандро Цресценци (1671 – 1675)
- Aloysius Bevilacqua (1675 – 1680)
- Pietro Draghi Bartoli (1690 – 1710)
- Gregorio Giuseppe Gaetani de Aragonia (1695 – 1710)
- Carlo Ambrogio Mezzabarba (1719 – 1741)
- Filippo Carlo Spada (22 януари 1742 – 8 декември 1742)
- (Girolamo) Hieronimo Crispi (1742 – 1746)
- Giuseppe Antonio Davanzati (1746 – 1755)
- Lodovico Agnello Anastasi (1755 – 1758)
- Francisco Mattei (1758 – 1794)
- Daulus Augustus Foscolo (1847 – 1860) (също патриарх на Йерусалим)
- Paolo Angelo Ballerini (1867 – 1893) (също архиепископ на Милано)
- Domenico Marinangeli (1893 – 1921)
- Паул Хуин (1921 – 1946)
- вакант 1946 – 1950
- Luca Ermenegildo Pasetto (1950 – 1954)
- вакант 1954 – 1964 (1964 премахнат)